# John Burn
John Southerden Burn (Richmond upon Thames, Londres, 25 de juny de 1884 – Bognor Regis, West Sussex, 28 d'agost de 1958) va ser un remer anglès que va competir a començaments del segle xx.
Burn nasqué a Richmond upon Thames, i estudià medicina a la Universitat de Cambridge, on remà amb l'equip de la universitat en la Regata Oxford-Cambridge de 1907 i 1908. Aquest darrer any disputà els Jocs Olímpics de Londres, on guanyà la medalla de bronze en la prova del vuit amb timoner del programa de rem. El 1910, junt a Gordon Thomson guanyà la Silver Goblets i la Henley Royal Regatta.
Burn va completar la seva formació mèdica al St Bartholomew's Hospital, on aconseguí la plaça de cirurgià. Durant la Primera Guerra Mundial exercí de capità a la Royal Army Medical Corps i serví com a cirurgià auxiliar de la St John's Ambulance Brigade Hospital de la BEF. També va fer d'anestesista a l'hospital de guerra de Le Touquet. En acabar la guerra va exercir la professió en diversos hospitals anglesos.